# Benjamin Thomas
Benjamin Thomas (ur. 12 września 1995 w Lavaur) – francuski kolarz torowy i szosowy, mistrz olimpijski w omnium (2024), brązowy medalista olimpijski w madison (2020), wielokrotny medalista torowych mistrzostw świata i Europy.

## Kariera
Pierwszy sukces w karierze osiągnął w 2013 roku, kiedy zdobył złoty medal w wyścigu punktowym podczas torowych mistrzostw świata juniorów. Już rok później zwyciężył w tej samej konkurencji na mistrzostwach Europy w Guadeloupe wśród seniorów, a podczas mistrzostw Europy w Grenchen w 2015 roku był drugi.
W 2016 roku zdobył cztery medale. Najpierw w parze z Morganem Kneiskym zajął drugie miejsce w madisonie na mistrzostwach świata w Londynie. Następnie trzykrotnie stawał na podium podczas mistrzostw Europy w Yvelines: w drużynowym wyścigu na dochodzenie zwyciężył, w madisonie był drugi, a w omnium zajął trzecie miejsce.
Rok później zdobył kolejne pięć medali. Podczas mistrzostw świata w Hongkongu był najlepszy w omnium i madisonie (w parze z Kneiskym). W zawodach indywidualnych wyprzedził byłego mistrza świata w tej konkurencji - Aarona Gate'a z Nowej Zelandii i Hiszpana Alberta Torresa. Ponadto na mistrzostwach Europy w Berlinie zwyciężył w madisonie i drużynowym wyścigu na dochodzenie, a w omnium zajął trzecie miejsce.
Brał udział w igrzyskach olimpijskich w Tokio, w parze z Donavanem Grondinem zdobywając brązowy medal w madisonie. Na tej samej imprezie był czwarty w omnium, gdzie w walce o brązowy medal lepszy był Włoch Elia Viviani.

## Najważniejsze osiągnięcia

### Kolarstwo szosowe
2017
- 3. miejsce w Tour de Wallonie
  - 1. miejsce na 1. etapie

2018
- 3. miejsce w mistrzostwach Francji (jazda ind. na czas)

2019
- 1. miejsce w mistrzostwach Francji (jazda ind. na czas)

2020
- 2. miejsce w mistrzostwach Francji (jazda ind. na czas)

2021
- 1. miejsce w mistrzostwach Francji (jazda ind. na czas)

2022
- 1. miejsce w Etoile de Bessèges
  - 1. miejsce na 3. etapie
- 1. miejsce w Boucles de la Mayenne
  - 1. miejsce na 2. etapie
- 3. miejsce w mistrzostwach Francji (jazda ind. na czas)

2024
- 1. miejsce na 5. etapie Giro d’Italia

## Rankingi

### Kolarstwo szosowe
| Rok             | 2016  | 2017 | 2018  | 2019 | 2020 | 2021 | 2022 | 2023 | 2024 |
| --------------- | ----- | ---- | ----- | ---- | ---- | ---- | ---- | ---- | ---- |
| World Ranking   | 1739. | 137. | 1361. | 822. | 450. | 424. | 69.  | 684. | 276. |
| UCI Europe Tour | 1156. | 40.  | 915.  | 598. | 369. | 350. | 57.  | -    | -    |
|                 |       |      |       |      |      |      |      |      |      |
| Źródło: UCI     |       |      |       |      |      |      |      |      |      |